# Hippokrates (Gesandter Hannibals)
Hippokrates († 212 v. Chr.) war ein griechischer Politiker aus Syrakus. Er war der Enkel eines syrakusischen Exilanten, der nach Karthago floh, als er beschuldigt wurde, an der Ermordung von Agatharchus, dem Sohn des Agathokles von Syrakus, beteiligt gewesen zu sein. So besaß Hippokrates sowohl das syrakusische als auch das karthagische Bürgerrecht. 

## Werdegang
Während des Zweiten Punischen Kriegs kämpfte Hippokrates als Soldat mit Hannibal in Italien, der ihn 215 v. Chr. zusammen mit seinem Bruder Epikydes als Gesandte nach Syrakus schickte. Wahrscheinlich auf ihre Initiative hin schloss Hieronymus, der Nachfolger Hierons II. von Syrakus, einen Bündnisvertrag mit Karthago und beanspruchte die Herrschaft über ganz Sizilien für sich. 214 v. Chr. wurde allerdings Hieronymus durch oligarchische Politiker ermordet und sein Onkel Adranodoros sowie Themistos wurden zu Feldherrn gewählt. Hippokrates und sein Bruder baten daraufhin, unter dem Schutz von Syrakus nach Lokroi ausreisen zu dürfen. Bald darauf betrieben sie jedoch erneut antirömische Politik in Syrakus, die bei Militär und Volk auf Zustimmung stieß. Als jedoch die pro-römische Partei erneut die Oberhand gewann, suchten die beiden im benachbarten Leontinoi Zuflucht. Nachdem Adronodoros und Themistos bei dem Versuch, diesen Stimmungsumschwung abzuwenden, getötet worden waren, wurden Hippokrates und Epikydes in deren Stellungen gewählt. Sie konnten jedoch zunächst nicht verhindern, dass die oligarchisch beherrschte Volksversammlung die Verhandlungen mit Rom fortzuführte.  
Hippokrates übernahm nun die Führung einer Truppe von 4000 Mann, darunter 2000 möglicherweise libysche oder iberische Söldner, die den Schutz von Leontinoi gewährleisten sollte. Von Leontinoi aus griff er römisches Gebiet an und kämpfte mit der Truppe Appius Claudius Pulchers. Der römische Politiker Marcus Claudius Marcellus forderte von Syrakus die Ausweisung der beiden Brüder. Epikydes kam folgerichtig ebenfalls nach Leontinoi und gewann die Stadt mit der Argumentation für seine Sache, dass die Syrakusier die Verträge mit den Römern über den Kopf der Einwohner Leontinois hinweg geschlossen hätten. Marcellus und Pulcher eroberten nun Leontinoi und Hippokrates und Epikydes flohen nach Herbessos. Die Stimmung unter den ausgerückten syrakusischen Söldnern schwankte jedoch zugunsten von Hippokrates. Dieser eroberte Syrakus, wo er und sein Bruder erneut zu Feldherrn gewählt wurden. 
Als Reaktion begannen die Römer mit der Belagerung der Stadt. Zur Unterstützung karthagischer Truppen auf Sizilien führte Hippokrates eine Armee von 10.000 Fußsoldaten und 500 Reitern außerhalb der Stadt, erlitt eine Niederlage gegen Marcellus bei Acrillae und vereinigte sich kurz darauf mit einem karthagischen Heer unter Himilko. Eine karthagische Flotte lief in Syrakus ein. Nach weiteren kleineren Aktionen überwinterte Hippokrates getrennt von Himilko in Morgantina. 212 v. Chr. zog Hippokrates zurück zu Epikydes nach Syrakus. Ausfallversuche gegen die Belagerer schlugen aber fehl und Hippokrates starb an einer Seuche.